# Dark Side (låt)
Dark Side är en finsk post-hardcore låt framförd av Blind Channel. Låten valdes att representera Finland i Eurovision Song Contest 2021 efter vinsten i UMK 2021. Låten hamnade på en sjätte plats i finalen, vilket är Finlands näst bästa resultat sedan Lordi vann året 2006.